# Strangford Lough
Strangford Lough (del nórdico antiguo Strangr Fjörðr, que significa "fuerte ensenada marina") es un gran loch o ensenada marina situada en el condado de Down, al este de Irlanda del Norte. Es la ensenada más grande de las islas británicas, con una superficie de 150 km². El lago está casi totalmente rodeado por la península de Ards y está unido al mar de Irlanda por un largo y estrecho canal en su extremo sureste. El cuerpo principal del loch tiene al menos setenta islas junto con muchos islotes, bahías, calas y marismas. Strangford Lough fue designada como la primera Zona de Conservación Marina (ZCM) de Irlanda del Norte bajo la introducción de la Ley Marina de Irlanda del Norte de 2013. También ha sido designada Zona especial de conservación bajo la Directiva de Hábitats de la Unión Europea y su abundante vida silvestre es reconocida internacionalmente por su importancia.
En la época medieval y a principios del período moderno, Strangford Lough era conocido en irlandés como Loch Cuan, que significa "entrada al mar de bahías y refugios".
Strangford Lough es un destino turístico popular que destaca por su pesca y sus paisajes. Entre los pueblos y aldeas del entorno del lago se incluyen Killyleagh, Comber, Newtownards, Portaferry y Strangford. Los dos últimos se ubican a ambos lados del estrecho canal que conecta el lago con el mar de Irlanda, y están conectados por un ferry. 